# Îles Vierges
Pour les articles homonymes, voir Îles Vierges (homonymie).
 (juillet 2017).
Si vous disposez d'ouvrages ou d'articles de référence ou si vous connaissez des sites web de qualité traitant du thème abordé ici, merci de compléter l'article en donnant les références utiles à sa vérifiabilité et en les liant à la section « Notes et références ».
Les îles Vierges constituent un archipel des Antilles situé entre Anguilla à l'est, et l'île de Porto Rico à l'ouest. Elles sont les îles les plus orientales des Grandes  Antilles. Elles sont séparées des Petites Antilles par la fosse d'Anegada. Cependant ces îles sont parfois rattachées aux Petites Antilles à cause de leur taille et de la proximité de ce dernier  archipel.

## Géographie
Les îles Vierges se composent d'une centaine d'îles, dont la majorité ne sont que des îlots et récifs, totalisant près de 600 km2. Elles sont bordées par la mer des Caraïbes et s'étendent depuis Porto Rico jusqu'à la fosse d'Anegada. Il y a six îles principales et 150 000 habitants environ, répartis sur une vingtaine d'îles,.
Elles sont subdivisées en trois entités politiques distinctes :
- les îles Vierges britanniques, à l'est et au nord, sont un territoire britannique d'outre-mer ;
- les îles Vierges des États-Unis, au sud, sont un territoire organisé non incorporé des États-Unis ;
- les îles Vierges espagnoles, à l'ouest et faisant partie de Porto Rico, l'État libre associé aux États-Unis.

D'un point de vue purement géologique, Sainte-Croix (îles Vierges américaines) ne fait justement pas partie des îles Vierges mais uniquement des Petites Antilles, car la fosse d'Anegada se prolonge entre elle et Saint-Thomas.
Ces îles ont en commun une même monnaie, le dollar américain.

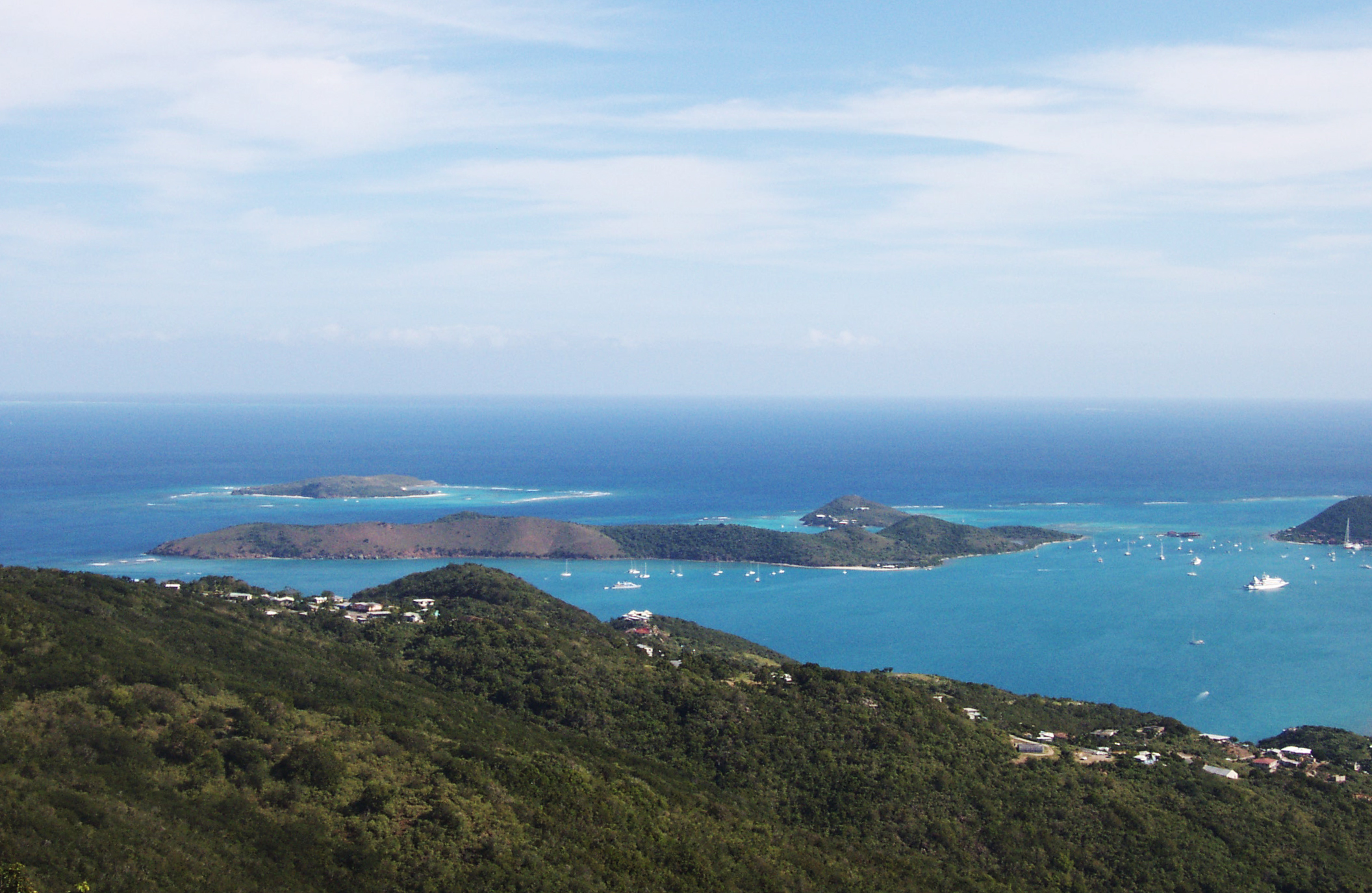
Panorama des îles.

## Histoire
Les Arawaks, Amérindiens des Antilles originaires du bassin du fleuve Orénoque en Amérique du Sud, ont colonisé les îles Vierges, 1 500 ans avant le début de l'ère chrétienne. Au cours du XVe siècle, ils ont disparu, sous la pression des Kalinago, venus du Nord du continent sud-américain. Lors de son deuxième voyage d'exploration du Nouveau Monde, en 1493, Christophe Colomb a nommé les îles « Santa Ursula y las Once Mil Vírgenes » (« Sainte Ursule et les Onze Mille Vierges », raccourci en « Las Vírgenes ») d'après le jour de leur découverte, la Sainte Ursule, et à la légende des onze mille vierges qui est associée à cette dernière. Les toponymes Gorda Virgen (« Grosse Vierge ») et Anegada (« île submergée ») leur sont aussi attribués. À l'aube du XVIIe siècle, victimes de maladies introduites par les colons européens ou réduit en esclavage et déportés sur l'île voisine de Hispaniola, les autochtones ont disparu des îles Vierges.
Le 1er avril 1917, le Danemark, possesseur depuis 1672 des Indes occidentales danoises (partie centrale des îles Vierges), a transféré aux États-Unis pour 25 millions de dollars la propriété des îles qui deviennent les îles Vierges américaines. Les autres îles sont restées possession des Britanniques qui les avaient annexées en 1672.

## Démographie
Ces îles étaient originellement peuplées d'Arawaks, de Ciboneys et de Kalinago, mais ces populations disparurent progressivement durant la période coloniale, victimes de maladies, de l'esclavage ou de meurtres. Elles furent remplacées par des esclaves d'origine africaine, employés dans les plantations de canne à sucre, ainsi que dans au moins une plantation d'indigo. Les plantations ont à présent disparu, mais les descendants des esclaves sont restés sur place, partageant la culture des autres habitants des Antilles anglophones.